# Pierre Briquet
Pour les articles homonymes, voir Briquet (homonymie).
Pierre Briquet, né le 22 nivôse an IV (12 janvier 1796) à Châlons-sur-Marne et mort le 25 novembre 1881 à Paris, est un médecin français, membre de l'Académie nationale de médecine.

## Biographie
D’une ancienne famille de libraires, Briquet a fait ses études médicales à l’École secondaire de médecine de Reims et à la faculté de médecine de Paris. Lauréat de l’École de médecine dans plusieurs concours, il est reçu docteur en médecine, en aout 1824, avec une thèse intitulée : De la Phlébectasie, ou dilatation variqueuse des veines.
Nommé professeur agrégé à l’École de médecine en 1827 et membre du Bureau central des hôpitaux de Paris en 1831, il a été attaché comme médecin à l’hôpital Cochin en 1836, et à l’hôpital de la Charité en 1846, où il s’est signalé par son dévouement pendant la troisième pandémie de choléra.

On se souvient de lui pour avoir été l’un des premiers à avoir consacré un ouvrage médical complet et systématique sur l'hystérie, le Traité clinique et thérapeutique de l’hystérie, en 1847. En 1859, il a pris la défense des hystériques en disant de l'hystérie qu'elle 

« n'était pas cette maladie honteuse dont le nom seul rappelle au monde étranger à la médecine et à beaucoup de médecins ce vers de notre grand poète tragique : « C'est Vénus tout entière à sa proie attachée », mais qu'elle était au contraire due à l'existence, chez la femme, des sentiments qu'elle seule est capable d'éprouver. »

Contre la conception antique qui prédomine à son époque que l'hystérie serait une maladie dont le siège est l'utérus, il entend prouver que « l'hystérie est une névrose de l'encéphale »
L'Académie des sciences a couronné son Traité thérapeutique du quinquina. Nommé chevalier de la Légion d'honneur sous le règne de Louis-Philippe, il a reçu la croix d’officier en 1871, pour services rendus, en dirigeant une ambulance pendant le siège de Paris. Médecin honoraire des hôpitaux de Paris, a été élu membre de l'Académie impériale de médecine section physique et chimie médicale, le 31 janvier 1860.
À l’issue de ses obsèques à l’église Saint-Louis-d'Antin, il a été inhumé au cimetière du Père-Lachaise.

## Éponymie
Le syndrome de Briquet est parfois utilisé pour désigner le trouble de somatisation.

## Publications
- De l’influence des préparations mercurielles sur les effets de l’inoculation du vaccin et de la variole, Paris, F. Locquin, 1839, 15 p., in-8º (OCLC 457147456).
- Remarques sur les cas de pleuro-pneumonie observés à l’hospice Cochin pendant les années 1836, 1838 et 1839, Paris, F. Locquin, 1840, 70 p., in-8º (OCLC 457147462).
- Mémoire sur un mode de gangrène du poumon dépendant de la mortification des extrémités dilatées des bronches, Paris, F. Locquin, 1841, 23 p., in-8º (OCLC 457147457).
- Recherches sur l’étiologie des tubercules : mémoire lu à la Société de médecine de Paris, Paris, Le Normant, 1842, 32 p., in-8º (OCLC 1404740413, lire en ligne sur Gallica).
- Traité pratique et analytique du choléra-morbus, épidémie de 1849, Paris, Masson, 1850, 664 p. (OCLC 14824941, lire en ligne sur Gallica). pages
- Traité thérapeutique du quinquina et de ses préparations, Paris, 1853 (réimpr. 1855), xii-661 p., in-8º (lire en ligne sur Gallica).
- De l’hyperesthésie hystérique : et notamment de l’hyperesthésie des muscles chez les hystériques, Paris, F. Malteste, 1858, 44 p., in-8º (OCLC 763270218, lire en ligne sur Gallica).
- Pierre Briquet, Traité clinique et thérapeutique de l’hystérie, Paris, J. B. Baillière et filsJ, 1859, vii, 724 p. (OCLC 6986627, lire en ligne sur Gallica).
- Titres scientifiques de M. le Dr Briquet, Paris, L. Martinet, 1859, 8 p., in-4º (OCLC 763256576, lire en ligne sur Gallica).
- Rapport sur les épidémies de choléra-morbus qui ont régné de 1817 à 1850, Paris, Baillière, 1867, [55]-271 (OCLC 14824372, lire en ligne sur Gallica).
- Rapport général à M. le Ministre de l'agriculture, du commerce et des travaux publics sur les épidémies qui ont régné en France pendant l'année 1867, Paris, J.-B. Baillière et Fils, 1869, 84 p., in-8º (OCLC 1114914295).
- Rapport général à M. le Ministre de l'agriculture, du commerce et des travaux publics sur les épidémies qui ont régné en France pendant l'année 1868, Paris, J.-B. Baillière et Fils, 1870, 43 p., in-8º (OCLC 493634012).
- Rapport général à M. le Ministre de l'agriculture, du commerce et des travaux publics sur les épidémies qui ont régné en France pendant l'année 1874 (-1876), Paris, G. Masson, 1876-1878, 3 fasc., in-4º (OCLC 457147459).
- Du traitement des rhumatismes articulaires chroniques par les bains prolongés, Paris, A. Éverat, [s.d.], 8 p., in-8º (OCLC 457147471).
- Du développement simultané de productions hétérologues, tubercules et encéphaloïdes, à la surface de plusieurs membranes séreuses affectées de phlegmasie et de l’hydropisie qui l’accompagne, Paris, F. Locquin, 1842, 39 p., in-8º (OCLC 1200848981, lire en ligne sur Gallica).
- De l’azotate de potasse employé comme antipériodique contre les fièvres intermittentes, Paris, Panckouke, [s.d.], 16 p., in-8º (OCLC 457147451).